# Водопадный (станция)
Водопа́дный — платформа Северо-Кавказской железной дороги РЖД, расположена в микрорайоне Аше Лазаревского района города Сочи, Краснодарский край, Россия.

## Описание
Расположена на берегу Чёрного моря.

## История
В Советское время имел статус «разъезда». Представляет собой расширение железнодорожного полотна в сложной местности, не позволяющей проложить более одного пути. Отличался тем, что на нём подолгу простаивали пригородные электропоезда в ожидании свободного пути.
Здание сталинского классического вокзала долгое время было заброшено. В 2007 году оно было перестроено, при этом исчез весь декор: портик с колоннами, смотровая площадка со стороны моря, балясины и другие элементы; здание обшили сайдингом. Но статус вокзала оно потеряло. Вокзал превратился в мини-отель для работников железной дороги. Расстояние от здания до моря составляет 28 метров.